# 장수경찰서
장수경찰서(長水警察署, Jangsu Police Station)는 전북특별자치도경찰청이 관할하는 경찰서 중 하나이다. 전북특별자치도 장수군 일대를 관할한다. 전북특별자치도 장수군 장수읍 신천로 8에 위치하고 있다.
서장은 총경으로 보한다.

## 기본 정보
- 주소: 전북특별자치도 장수군 장수읍 신천로 8
- 우편번호: 55632

## 관할 파출소 및 지구대
| 명칭       | 사진 | 주소              | 관할구역       | 치안센터     |
| ---------- | ---- | ----------------- | -------------- | ------------ |
| 징계파출소 |      | 장계면 한들로 97  | 장계면, 계남면 | 계남치안센터 |
| 장수파출소 |      | 장수읍 장천로 228 | 장수읍         |              |
| 번암파출소 |      | 번암면 장수로 474 | 번암면         |              |
| 산사파출소 |      | 산서면 비행로 20  | 산서면         |              |
| 계북파출소 |      | 계북면 장무로 953 | 계북면         |              |
| 천천파출소 |      | 천천면 천천로 67  | 천천면         |              |